# McCulloch v. Maryland
Im Fall McCulloch v. Maryland verkündete der Oberste Gerichtshof der Vereinigten Staaten 1819 eine Grundsatzentscheidung zum Föderalismus in den Vereinigten Staaten. Der Bundesstaat Maryland hatte versucht, die Tätigkeit einer Niederlassung der bundeseigenen Second Bank of the United States zu beeinträchtigen, indem er eine Steuer auf alle Banknoten erhob, die von nicht in Maryland gegründeten Banken ausgegeben wurden. Der Oberste Gerichtshof erklärte das Gesetz zur Erhebung der Steuer als verfassungswidrig, weil es mit den impliziten Gesetzgebungskompetenzen des Kongresses im Konflikt stand, die auf der “necessary and proper”-Klausel des ersten Artikels der Verfassung der Vereinigten Staaten beruhen. Die Klausel gibt dem Kongress die Befugnis, Gesetze über den explizit genannten Katalog an Zuständigkeitsbereichen hinaus zu verabschieden, solang diese Gesetze „notwendig und angebracht“ sind, die explizit genannten Gesetzgebungskompetenzen umzusetzen. Die Rechtsprechung zu den impliziten Kompetenzen hat als Implied-Powers-Doktrin Eingang in das Völkerrecht und weitere Rechtsordnungen gefunden.

## Hintergrund
Die Legislative des Bundesstaates Maryland verabschiedete 1818 ein Gesetz, mit dem eine Sondersteuer auf Banknoten erhoben wurde, die von nicht in Maryland gegründeten Banken ausgegeben wurden. Das Gesetz war die Reaktion des Bundesstaats auf die nicht genehmigte Einrichtung einer Niederlassung der Second Bank of the United States in Baltimore im Jahre 1817. Die Niederlassung gab ihre Noten nicht der Regelung entsprechend auf dem Papier des Bundesstaates aus und weigerte sich auch, die Forderung des Bundesstaats über 15.000 US-Dollar zu begleichen.
Nachdem der Kassierer der Niederlassung, James McCulloch, erfolglos gegen die Forderungen vor dem Landkreisgericht in Baltimore klagte, legte er Rechtsmittel vor dem Appellationsgericht des Bundesstaats ein. Das Gericht entschied, dass die Verfassung der Vereinigten Staaten die Gründung einer Bank durch den Bund nicht explizit vorsah und sie damit verfassungswidrig sei. Gegen diese Entscheidung legte McCulloch Rechtsmittel beim Obersten Gerichtshof ein.

## Entscheidung
Chief Justice John Marshall legte in der Entscheidung dar, dass dem Kongress als gesamtstaatlichem Organ neben den in der Verfassung enumerierten expliziten Kompetenzen auch implizite Kompetenzen (implied powers) zustünden, nämliche solche, die zur Verwirklichung der expliziten Kompetenzen (im Sinne der Necessary and Proper Clause) notwendig seien.
Da die Verfassung der Vereinigten Staaten dem Recht der einzelnen Bundesstaaten vorgehe ("The constitution, therefore, declares, that the constitution itself, and the laws passed in pursuance of its provisions, shall be the supreme law of the land, and shall control all state legislation and state constitutions, which may be incompatible therewith"), könnten die Bundesstaaten kompetenzgerechte Gesetze des Kongresses nicht durch eigene Gesetzgebung verhindern oder abwehren ("if the law of congress, [...] [is] a constitutional act, it [...] cannot be either defeated or impeded by acts of state legislation"; "If congress has power to do a particular act, no state can impede, retard or burden it").